# Герб комуни Еммабуда
Герб комуни Еммабуда (швед. Emmaboda kommunvapen) — символ шведської адміністративно-територіальної одиниці місцевого самоврядування комуни Еммабуда. 

## Історія
Герб торговельного містечка (чепінга) Еммабуда був розроблений і отримав королівське затвердження 1952 року. 
Після адміністративно-територіальної реформи, проведеної в Швеції на початку 1970-х років, муніципальні герби стали використовуватися лишень комунами. Цей герб був перебраний для нової комуни Еммабуда.
Герб комуни офіційно зареєстровано 1974 року.

## Опис (блазон)
У золотому полі синій вилоподібний хрест, над яким і обабіч якого три сині арбалети, впрямовані вгору. 

## Зміст
Вилоподібний хрест вказує на розташування Еммабуди на перетині важливих транспортних шляхів на Кальмар, Карлскруну і Векше. Арбалет походить з печатки гераду (територіальної сотні) Седра Мерес з 1568 року. 